# Castelluccio Cosentino
Castelluccio Cosentino is een plaats (frazione) in de Italiaanse gemeente Sicignano degli Alburni.